# Xarxa Oberta de Catalunya

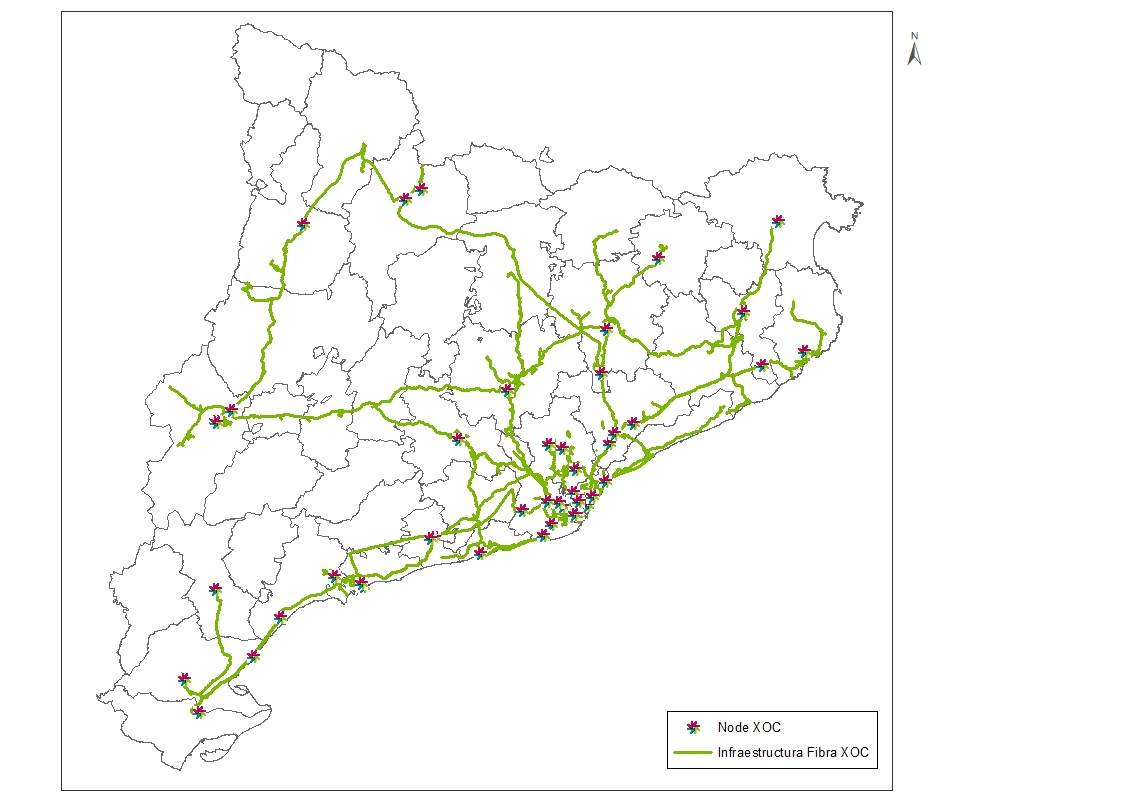
Mapa d'Abast de Xarxa Oberta de Catalunya

Xarxa Oberta de Catalunya és una empresa de Tradia (Grup Cellnex) que actua com a operador de telecomunicacions a Catalunya. Va crear-se el 2010 per desenvolupar la concessió administrativa de connectar amb fibra òptica les principals seus corporatives de la Generalitat de Catalunya a les Terres de l'Ebre i, posteriorment, a diverses poblacions catalanes, amb cobertura de fibra tant per a serveis d'autoprestació de la Generalitat com per a oferir l'excedent de la connectivitat amb fibra al mercat majorista.
L'operador va començar la seva activitat amb la signatura del contracte d'explotació amb la Generalitat de Catalunya Els socis inicials del projecte van ser Imagina Media Audiovisual S.L. i Axia NetMedia. El grup canadenc Axia NetMedia es va vendre el seu 35% de l'empresa Xarxa Oberta de Catalunya, SL al Grup Imagina. El 2018 Tradia, companyia del Grup Cellnex, tanca un acord amb Imagina Media Audiovisual (Grup Mediapro) pel qual passa a controlar i gestionar el 100% de Xarxa Oberta de Catalunya.